# Famille de Suzannet
La famille de Suzannet olim Suzannet est une famille subsistante de la noblesse française d'extraction originaire du Poitou dont la filiation est suivie depuis 1467.  Elle a été maintenue noble en 1667 et 1715. 

## Origine
Cette famille établit sa filiation suivie depuis Pierre Suzannet remplacé en 1467 à l' arrière ban de la noblesse du Poitou par son fils Jacques.
Gabriel Suzannet, seigneur de La Chardière fut maintenu noble le 27 septembre 1667. Son fils Gabriel-Samuel Suzannet, marié à Israélite Mauclerc, fit enregistrer en 1696 ses armes à l'Armorial Général de France.
Louis de Suzannet est fait comte Pair le 5 novembre 1827.

## Membres notables de la famille

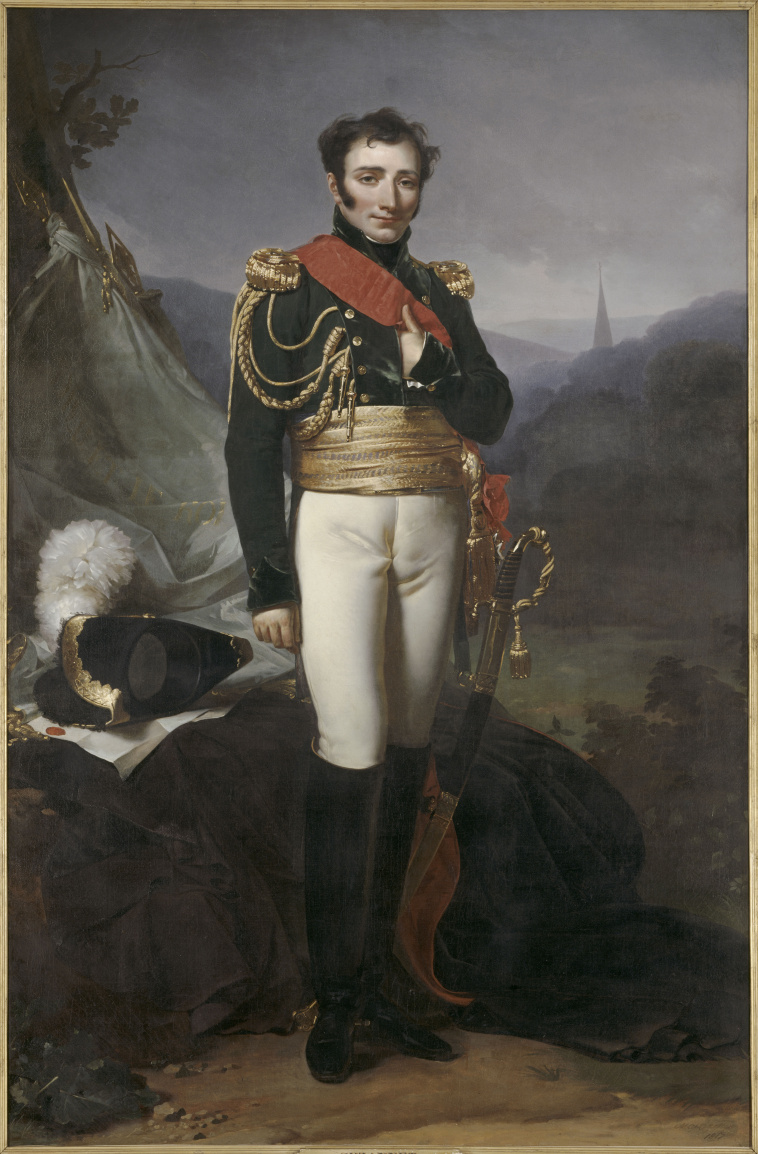
Pierre Constant de Suzannet (1772-1815).

- Jacques Suzannet, Assesseur du sénéchal du Poitou en 1487, Convoqué au ban et arrière ban de la noblesse du Poitou en 1491. Il fut le premier maire de Fontenay-le-Comte lorsque cette ville fut érigée en commune par Louis XI en 1471.
- Denis Suzannet, conseiller au présidial de Poitiers en 1515[1].

- Moyse Suzannet, seigneur de La Forest-Brédurière, protestant, gentilhomme ordinaire de la Chambre du Roi, chevalier de Saint-Michel, gouverneur de Castillon. Il est à l'origine de la branche des Suzannet de la Forest, demeurés calvinistes et partis en exil.
- François Suzannet, sénéchal de Montaigu. Frère de Moyse, il est à l'origine de la branche catholique restée en France, des Suzannet de la Chardière.
- Frédéric-Henri Suzannet de La Forest (-1701), dit le marquis de La Forest, lieutenant-général au service du Danemark.
- Jacques Frédéric Suzannet de La Forest (-1751), chambellan du roi d'Angleterre. Fils de Frédéric-Henri.
- Pierre-Alexandre-Gabriel de Suzannet (1739-1815), vice-amiral, grand-croix de l'Ordre Royal et militaire de Saint-Louis, participa aux guerres d'Amérique.
- Jean-Baptiste-François de Suzannet (-1795), dit le chevalier de Suzannet, capitaine des vaisseaux du roi, membre de l'expédition de Bougainville et de l’Académie royale de Marine en 1787, tué à l'Armée des émigrés (Régiment Hector ou Marine Royale) lors de l'expédition de Quiberon en 1795.
- Pierre Constant de Suzannet (1772-1815), général vendéen.
- Louis-Constant de Suzannet, 1814-1862) comte, pair de France de 1827 à 1830.
- Louis de Suzannet (1856-1928), diplomate, conseiller général de la Vendée pour le canton de Saint-Fulgent.
- Jean de Suzannet (1884-1938), officier, député de la Vendée de 1936 à 1938.
- Hélène de Suzannet (1901-1961), née Durant de Mareuil, résistante, conseiller générale du canton de Saint-Fulgent, membre de la première Assemblée nationale constituante en 1945.

## Armes
D'azur à 3 canettes d'argent.

## Principales alliances
La famille de Suzannet s'est alliée notamment aux : de La Vieuville, Le Geay, de Tinguy, Mauclerc de la Musanchère, de Courcillon, Henry de Cheusse, de Bessay, de Caumont d'Adde, de Royrand, de Beaumont d'Autichamp, Buor, Nouail de La Villegille, von Schulz, von Beaulieu-Marconnay, de Loynes d'Autroche, Piscatory de Vaufreland, French, Knower,  Renoüard de Bussierre, du Lau d'Allemans, Martel, de Garidel-Thoron, de Ponton d'Amécourt, Durant de Mareuil, Ariès, Brochard de La Rochebrochard, d'Anselme, de Watteville-Berckheim, de Pommereau, ...

## Pour approfondir